# Zână

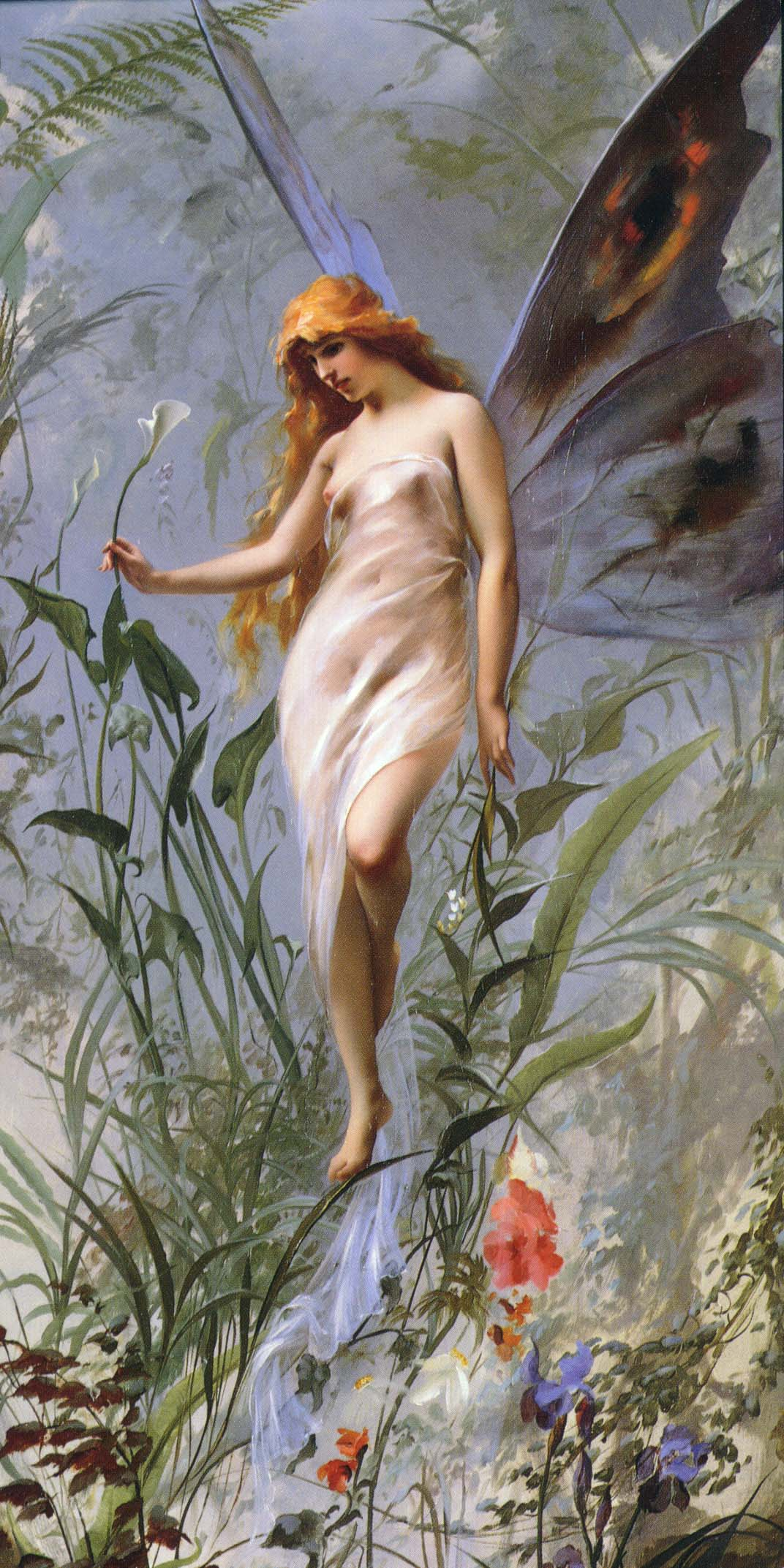
Zână, de Luis Ricardo Falero

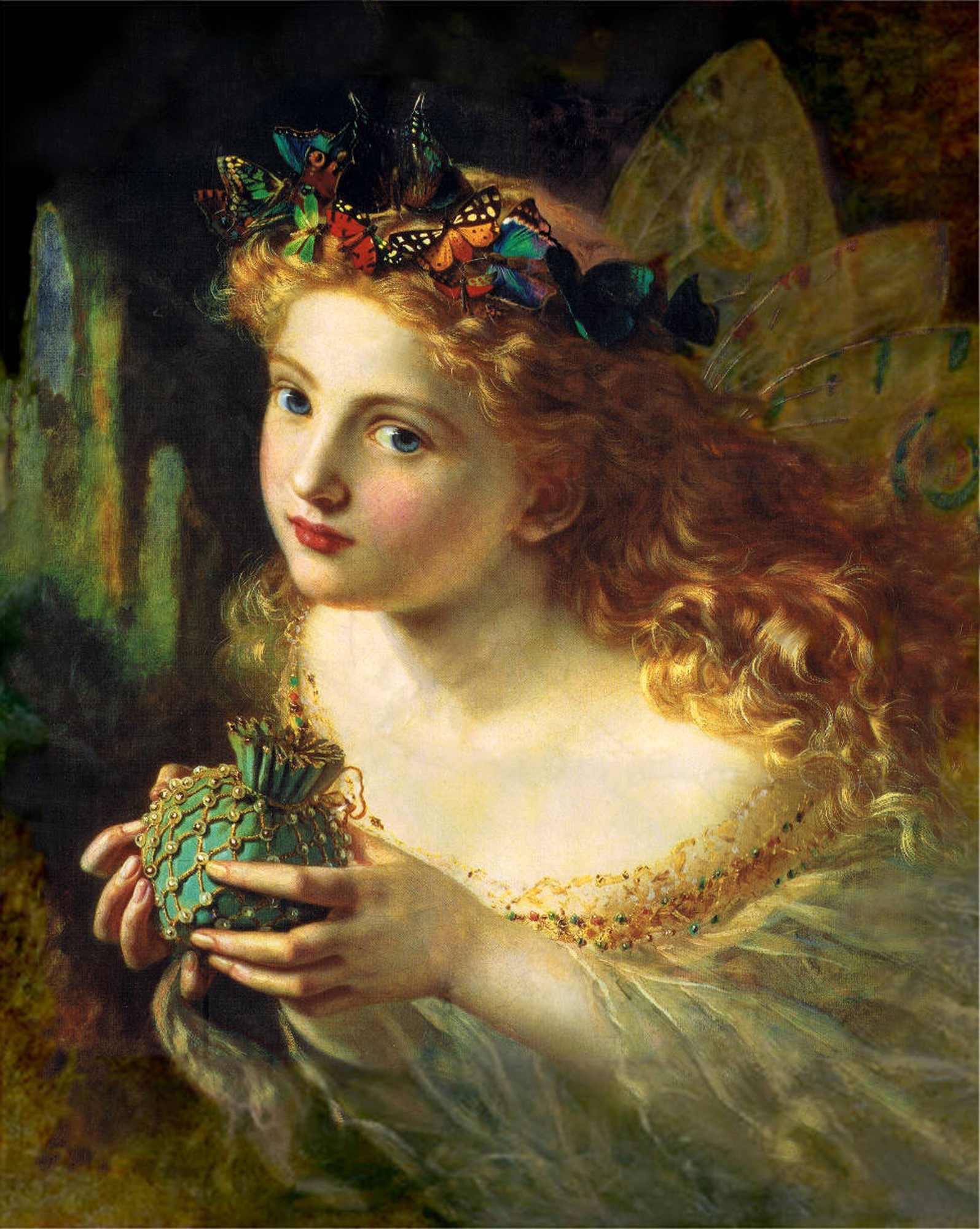
Zână, de Sophie Gengembre Anderson

Zânele sunt semidivinități feminine, adesea nominalizate atributiv, prezente în mai multe mitologii populare. În mitologia românească, acestea sunt de 2 categorii morale: bune și rele. Zânele bune sunt preponderente numeric și categorial, sunt fecioare frumoase, zvelte, foarte tinere, năzdrăvane, prielnice omului cinstit și având totdeauna soluțiile esențiale pentru dificultățile ori impasurile inevitabile de care este asaltat eroul arhetipal (de obicei Făt-Frumos). Zânele sunt și reprezentări mitice substituite de fecioarele care alungă în Sâmbăta Rusaliilor Ielele sau Rusaliile, sinonime cu Drăgaicele sau Sânzienele.

## Natură
Zânele bune sunt socotite ca născându-se din flori. Zonal, numărul lor e variabil: fie 3 (surori) sau 12, fie nenumărate. Cazurile de hierogamie sunt rare, dar posibile: unele zâne îndrăgostindu-se de Făt-Frumos, erou muritor, dispar și lasă o chemare, iar însoțirea devine cu putință după ce el săvârșește mai multe încercări supraomenești (sau inițiatice); cazurile inverse se efectuează prin viclenia lui Făt-Frumos, care fură veșmintele unei zâne aflate la scăldat. Totuși zânele bune au limite în bunăvoință și uneori pedepsesc îndeosebi pe cel care le calcă un tabu declarat (de exemplu, intrarea neîngăduită pe un teritoriu controlat de zâne), pedeapsa curentă fiind orbirea.
Zânele rele  sunt uneori bătrâne, urâte, uscățive, alteori tinere, ispititoare, dar sadice față de oamenii îndrăzneți. Acestea sunt adesea confundate cu Ielele, însă prin contaminare, căci  sunt divinități structural și atributiv diferite.

## Etimologie
Categoria zânelor bune este luată în seamă de Dimitrie Cantemir: „Zâna, cuvânt pe care l-ai putea bănui că provine din numele Dianei. Totuși rareori ei [românii/moldovenii] o numesc la singular, ci de cele mai multe ori folosesc pluralul Zânele și spun că sunt niște fete frumoase care-și revarsă farmecul lor asupra altora”. Remarca lui D. Cantemir a fost reluată argumentat de Mircea Eliade: zâna provine cultual și etimologic din Diana romană (venerată amplu cel puțin după cucerirea Daciei). B. P. Hașdeu, însă, le considera de origine germanică.
Duridanov a comparat Zané, Zano, m., Zana, f. cu antroponimele trace Zanus, Zania, Αυλου−ζανης, Αυλου−ζανις, illire Zanatis, albaneze Zana și cu numele de fluviu Zana, considerând că acestea provin din rădăcina indo-europeană *ĝen - ‘a naște’. Tot Duridanov a comparat românescul zână cu  antroponimul albanez Zina, f., și numele de fluviu Zina și cu formele trace de antroponime: Ζινα, Ζεινης, Zines etc, considerându-le posibile coradicale cu Zane, Zano. Alte argumente privind raportul între aceste forme și românescul zână, Sân-ziene au fost aduse de Sorin Paliga. La albanezi, zánë reprezintă o zână a pădurii, ceea ce semantic o a propie de latinescu Diana. De notat este că, deși Mircea Eliade consideră că zănatic provine din latinescul dianatici (posedați de Diana) - în ciuda asemănării cu ilirul zanatis pe care Eliade nu îl ia în calcul - acesta totodată consideră că, „fără îndoială, sub numele roman al Dianei se ascunde, sincretizată sau nu, o zeiță aborigenă”.

## Zâne în mitologia generală
În alte mitologii populare, zânele diferă în funcție de specificul etnografic local, însă într-o arie analogică apropiată. Tipologia europeană (franc. fée, germ Fee, engl. fairy) aparține îndeosebi basmului fantastic; mai bine individualizată este la francezi Mélusine, o zână mutantă. Mitologia chineză are mai multe tipuri de zâne, unele fără o personalitate distinctă altfel decât prin frumusețe: Mi Fei, altele însă distinct individualizate: Makù, o magiciană longevivă, Lei Zu, zâna mătăsurilor. Victor Kernbach considera că „prezența zânelor indică un rafinament mitologic”.

## Legături externe
- Zânele și ufologia, OZN Wiki